# Pastor Serrador
Heriberto Pastor Serrador (Camagüey, Cuba, 27 de julio de 1919 – Madrid, 16 de diciembre de 2006) fue un actor argentino afincado en España.

## Biografía
Nieto de los actores Esteban Serrador y Josefina Marí, su padre fue el comerciante Heriberto Pastor y su madre la actriz Teresa Serrador, hermana de Esteban, Juan y Pepita Serrador. Primo hermano por tanto del realizador Narciso Ibáñez Serrador. Su infancia transcurrió en Argentina, donde comenzó su carrera como actor en la radio. Debutó sobre los escenarios hacia 1935 y en 1938 contrajo matrimonio con la actriz argentina Amalia Britos, separándose pocos años después. De esa unión nacería su primer hijo.
Las presiones a las que se vio sometido por sus actividades como secretario de la Asociación Argentina de Actores, lo empujaron a trasladarse a España, donde se casó en segundas nupcias con la actriz Luisa Sala y fijó su residencia en 1952. En dicho año con su esposa participó en la obra Divorciémonos y en 1954 consiguió hacer una humilde compañía propia estrenando la obra Él sabía del pecado.
Retomó entonces una prolífica carrera interpretativa, tanto en teatro como en cine y televisión. En la gran pantalla intervino en títulos como Al fin solos (1955), de José María Elorrieta (con el que coincidió en quince películas), Manolo, guardia urbano (1956), de Rafael J. Salvia, La violetera (1958), de Luis César Amadori o Asignatura aprobada (1987), de José Luis Garci.
Cosechó igualmente grandes éxitos en los escenarios españoles con las obras En El Escorial, cariño mío, Vidas cruzadas, La salvaje (1953) de Jean Anouilh, El genio alegre (1954), Hoy es fiesta (1956), La ciudad sin Dios (1957), Juana de Lorena (1962), La señal del fuego (1962), de Diego Fabbri, Cita en Senlis (1963) de Jean Anouilh, La extraña noche de bodas (1963), de Edgar Neville, Alarma (1964) de José Antonio Giménez-Arnau, El sueño de una noche de verano (1964), de William Shakespeare, Mayores con reparos (1966), Atrapar a un asesino (1968), El armario (1969), Por lo menos tres (1969), Olvida los tambores (1970), Vivamos hoy (1979), los musicales Annie (1981) y Sonrisas y lágrimas (1982), La pereza (1984), la revista Doña Mariquita de mi corazón (1985), Escuadra hacia la muerte (1989) y La visita que no tocó el timbre (1994).
Presente en Televisión española desde los primeros tiempos de emisión del medio en España, formó parte del reparto de una de las primeras series españolas de TV Palma y Don Jaime (1959-1960). En años sucesivos interpretaría decenas de personajes en espacios como Estudio 1, Novela, Primera fila, La comedia musical española (1985) o la serie Platos rotos (1986), junto a su esposa, en el que sería el último trabajo de esta antes de su repentino fallecimiento.
Tras enviudar de Luisa Sala, contrajo matrimonio con María Teresa Alonso en 1987 y tuvieron un hijo.

## Premios
- Medalla de oro de Ministerio de información y turismo en la década de 1970.
- Medalla de oro del Ministerio de cultura en 1977.

## Trayectoria en televisión
| - El comisario - El diablo en el cuerpo (5 de junio de 2000) - Señor alcalde - Grandes inversiones (11 de febrero de 1998) - Farmacia de guardia - Final de etapa (1 de enero de 1991) - Primera función - Enseñar a un sinvergüenza (4 de mayo de 1989) - La comedia dramática española - Diálogo secreto (25 de septiembre de 1986) - La voz humana - 10 000 libras (22 de agosto de 1986) - Platos rotos - Julia de los espíritus (30 de octubre de 1985) - Sábado, maldito sábado (25 de diciembre de 1985) - La comedia musical española - Las leandras (15 de octubre de 1985) - Róbame esta noche (5 de noviembre de 1985) - La cuarta de A. Polo (19 de noviembre de 1985) - Nunca es tarde (1984) - Teatro breve - Corazones y diamantes (13 de noviembre de 1980) - Curro Jiménez - En la sierra mando yo (5 de marzo de 1978) Coronel - El quinto jinete - El misterio (31 de diciembre de 1975) - Noche de teatro - El abogado del diablo (13 de septiembre de 1974) - Historias de Juan Español - Juan Español, solterón (25 de octubre de 1972) - Juan Español y los snobs (6 de diciembre de 1972) - Buenas noches, señores - Esta vida difícil (12 de julio de 1972) - A través de la niebla - El pasado del Profesor Legrand (18 de octubre de 1971) - Las tentaciones - La escuela de los padres (19 de octubre de 1970) - Personajes a trasluz - Fausto (9 de junio de 1970) - Remite: Maribel - Cariños que matan (1 de enero de 1970) - Escritores en televisión - Un extraño en la noche (13 de noviembre de 1968) | - Historias naturales - Peces en la carretera (4 de julio de 1968) - Y al final esperanza - El weekend de Andromaca (18 de febrero de 1967) - La pequeña comedia - Llamada a medianoche (3 de octubre de 1966) - El ensayo (14 de febrero de 1968) - Estudio 3 - Un invento aprovechado (28 de agosto de 1965) - Estudio 1 - Las brujas de Salem (22 de febrero de 1965) - 50 años de felicidad (11 de enero de 1966) - En Flandes se ha puesto el sol (19 de julio de 1967) - Legítima defensa (20 de septiembre de 1967) - Me casé con un ángel (4 de mayo de 1973) - Un cochino egoísta (9 de noviembre de 1973) - Alta fidelidad (1 de septiembre de 1975) - Sinfonía inacabada (9 de mayo de 1979) - La prudencia en la mujer (26 de octubre de 1980) - Margarita y los hombres (1 de mayo de 1981) - Una aventura en la niebla (25 de diciembre de 1981) - La mamma (7 de marzo de 1983) - Primera fila - El baile (28 de junio de 1963) - Pigmalión (6 de mayo de 1964) - Una ciudad en el aire (10 de marzo de 1965) - Novela - Robo en el subexpreso (27 de mayo de 1963) - El bosque encantado (19 de junio de 1967) - La dama vestida de blanco (25 de septiembre de 1967) - Emma (13 de noviembre de 1967) - El gabinete de sueños (20 de noviembre de 1967) - El abuelo tiene 30 años (3 de febrero de 1969) - Flores para Elena (9 de febrero de 1970) - La Ínsula Barataria (27 de septiembre de 1970) - Las mariposas cantan (15 de noviembre de 1970) - Mamá (30 de noviembre de 1970) - Consultorio sentimental (25 de enero de 1971) - Las aventuras del Marqués de Letorière (31 de diciembre de 1973) - Pequeñeces (8 de marzo de 1976) - Olivia (14 de marzo de 1977) - El crimen de Lord Arthur Saville (8 de mayo de 1978) - Gran Teatro - Arsénico y encaje antiguo (23 de julio de 1961) - Palma y Don Jaime (1959-1960) |

## Teatro
- 1951: Así es la vida, estrenada en el Teatro Presidente Alvear, con la compañía encabezada por Luis Arata.